# دین اسمیت (دونده)
دین اسمیت (انگلیسی: Dean Smith؛ زادهٔ ۱۵ ژانویه ۱۹۳۲) ورزشکار فوتبال آمریکایی اهل ایالات متحده آمریکا بود.
وی در مسابقات کشوری و بین‌المللی در مجموع برندهٔ ۱ مدال طلا شده‌است.